# Холчук
Сільське поселення (сумон) Хову-Акси (рос.: Хову-Аксы ) входить до складу  Чеді-Хольського кожууна Республіки Тива Російської Федерації. Адміністративний центр – село Холчук

## Населення
Населення сумона станом на 1 січня року
| Рік    | 2011 | 2012 | 2013 | 2014 | 2015 |
| ------ | ---- | ---- | ---- | ---- | ---- |
| Насел. | 209  | 212  | 219  | 221  | 222  |